# Campeonato Goiano de Futebol de 1996
O Campeonato Goiano de Futebol de 1996 foi a 53º edição da divisão principal do campeonato estadual de Goiás. O campeão foi o Goiás que conquistou seu 14º título na história da competição. O Atlético Goianiense foi o vice-campeão. O artilheiro do campeonato foi Christian, jogador do Vila Nova, com 21 gols marcados.

## Premiação
| Campeonato Goiano de 1996  |
| Goiânia                    |
| -------------------------- |
| Goiás Campeão (14º título) |